# Morgan Motor Company
Morgan Motor Company è una storica casa automobilistica britannica fondata da Henry Frederick Stanley Morgan nel 1910. Si tratta di un atelier, che realizza artigianalmente un piccolo numero di veicoli replica, ispirati ai modelli prodotti nel 1936. Nel marzo del 2019 la maggioranza di Morgan Motor Company è stata rilevata dal gruppo italiano Investindustrial.

## Produzione del passato

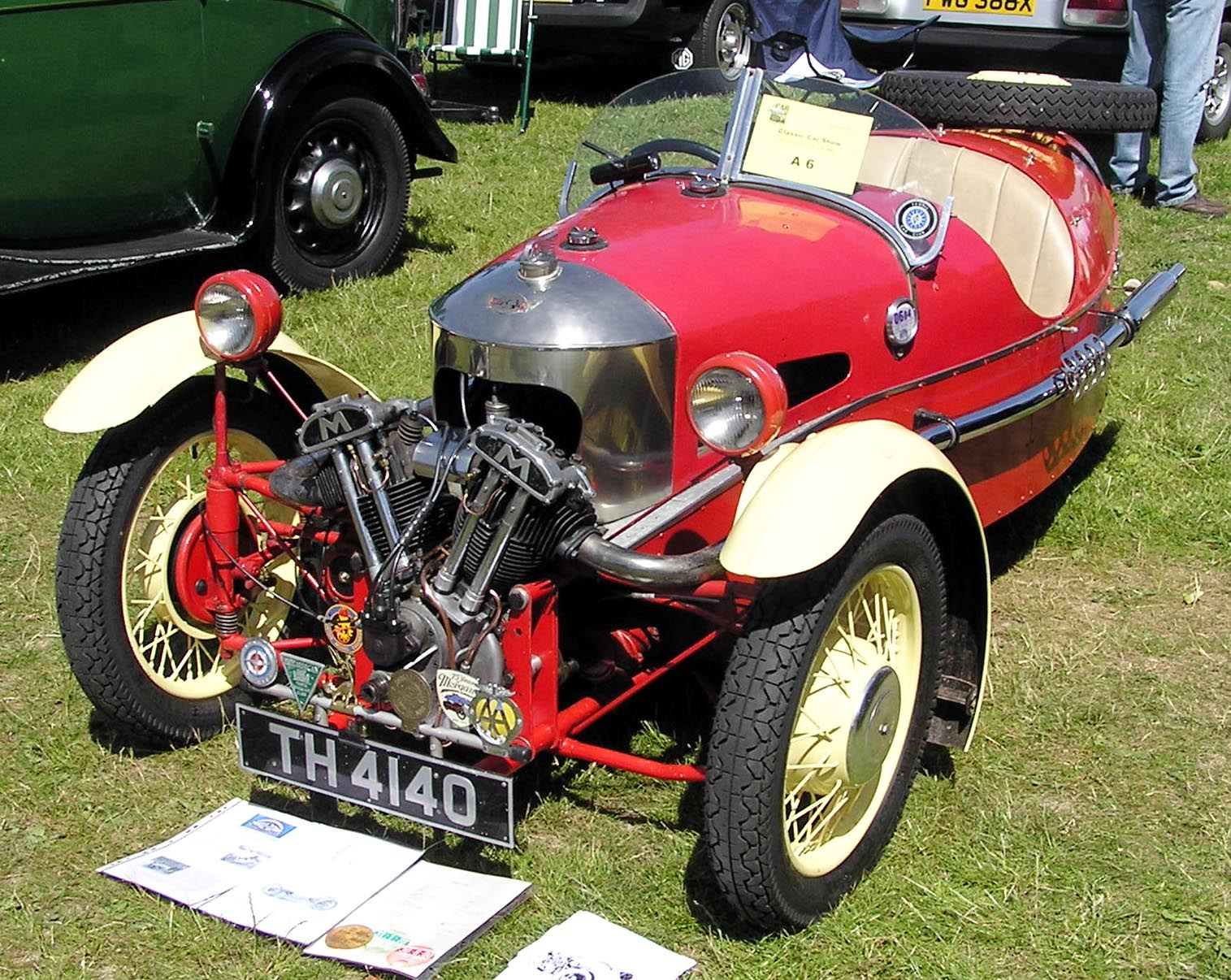
Una Morgan Three Wheeler

La Morgan concentrò la sua produzione iniziale sui modelli a tre ruote, costruendo un'economica vettura con telaio tubolare, con motori JAP di derivazione motociclistica e dotata di un innovativo sistema di sospensioni utilizzato tuttora. Nel 1935 la crisi del mercato costrinse la piccola azienda a convertirsi alle quattro ruote.
Venne così costruita la 4/4 che rimase in commercio, sebbene con alcune variazioni di carattere estetico e aggiornamenti nella meccanica e nelle motorizzazioni, fino al 2019. Nel 1950 venne presentata la Plus Four, una cabriolet dotata di motore Triumph che affiancò la 4/4. La produzione della tre ruote venne interrotta nel 1952, per poi essere ripresa recentemente, nel corso del 2012. Nel 1959 morì Henry Frederick Stanley Morgan sostituito alla guida dell'azienda dal figlio Charles.
Dal 1968 venne prodotta la Morgan Plus 8 che restò in catalogo per 36 anni, fino al 2004.

## Produzione negli anni 2000
Nel 2000 è stata commercializzata la Aero 8, una potente auto sportiva dalla linea rétro dotata di propulsore 4.4 di origine BMW. Nel 2005 è stata prodotta in soli 100 esemplari la Aeromax, dotata di 367 CV e in grado di superare i 270 km/h.
Al salone di Ginevra del 2008 è stato presentato anche un prototipo (LIFEcar) dotato di propulsione a idrogeno, mentre al Concorso d'eleganza Villa d'Este 2009 è stata presentata la Aero SuperSports.
Nel 2021 i modelli della casa inglese in produzione erano tre: la 3 wheeler, una versione aggiornata della Plus 4 e la nuova Plus 6. 

## Modelli
- 1909 Runabout
- 1911–1939 V-Twin 3-wheeler
- 1932–1952 F-Series 3-wheeler

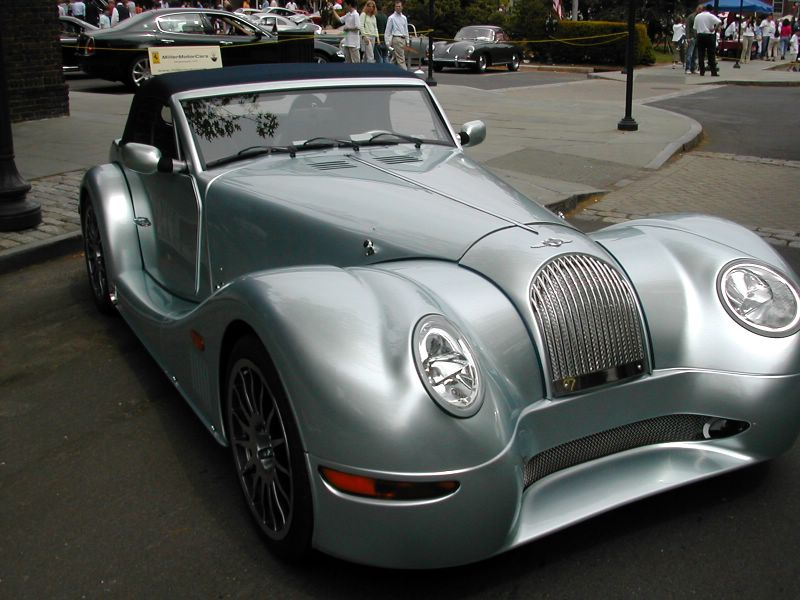
Una Morgan Aero 8

- 1936–2019 4/4 Two-Seater and Four-Seater La Morgan 4/4, prodotta per 83 anni, è il più longevo modello di automobile mai prodotto al mondo.
- 1950–1969 Morgan Plus 4
- 1964–1967 Morgan Plus 4 Plus
- 1965-1967 Morgan +4 Competition two seater
- 1968–2004 (e 2012–19) Plus 8
- 1985–2000 Plus 4
- 2001–2009 Aero 8
- 2004–2012 V6 Roadster
- 2005–presente Plus 4
- 2006–cancellata Morgan LIFEcar
- 2008–2009 AeroMax
- 2009–presente Morgan 4/4 Sport
- 2010–2015 Aero SuperSports
- 2010–cancellata Morgan Eva GT
- 2011–cancellata Morgan Plus E
- 2011–2012 Morgan Plus 4 Supersports
- 2011–presente Morgan Anniversary 4/4
- 2012–2015 Aero Coupe
- 2012–2021 Morgan 3-Wheeler
- 2012–19 Morgan Aero 8
- 2012–presente Roadster 3.7
- 2015–19 Morgan Aero 8
- 2018 Morgan EV3
- 2019–presente Morgan Plus Six
- 2020–presente Morgan Plus Four
- 2022–presente Morgan Super 3